# Federal Law Enforcement Training Centers
Federal Law Enforcement Training Centers (förkortning: FLETC) är en federal myndighet i USA:s inrikessäkerhetsdepartement som driver flera träningscentra för polisutbildning.
De flesta federala polisorganisationer i USA använder sig av FLETEC, med undantag för FBI som har sin egen utbildning. 

## Historik
FLETC bildades 1970 och var ursprungligen en del av USA:s finansdepartement, men är sedan 2003 underlagt USA:s inrikessäkerhetsdepartement.

## Anläggningar
Huvudanläggningen är belägen i Glynn County i delstaten Georgia. Anläggningar finns även i Artesia, Eddy County i New Mexico, (Maritime Law Enforcement Academy) Charleston i South Carolina samt i Cheltenham, Prince George's County i Maryland.